# Chavagnac, Cantal

Chavagnac este o comună în departamentul Cantal, Franța. În 1 ianuarie 2022 avea o populație de 91 de locuitori.